# Chiesa di Santa Maria Assunta (Sorengo)
La chiesa di Santa Maria Assunta è un edificio religioso romanico menzionato a partire dal 1298 a Sorengo.

## Storia
La chiesa, stando ai documenti del XIII secolo, era dotata di un'abside semicircolare la cui costruzione risale ai primi anni dell'XI secolo. Nel 1565 fu accorpata a un vicino monastero dell'Ordine dei frati minori cappuccini, ma la trasformazione più radicale iniziò nel 1596, quando iniziarono i lavori di ampliamento, destinati a durare fino al 1693. Nel corso di queste opere la chiesa fu integrata con un coro, un corridoio e una cappella, inizialmente dedicata a San Francesco d'Assisi e poi, dal 1683, a San Giuseppe. Nell'intervento su invertito l'asse della chiesa e furono aggiunte le volte. Un ultimo ampliamento risale al Settecento, quando furono aggiunte la sagrestia, la scuola e un'altra cappella.